# Volleyball Casalmaggiore
Il Volleyball Casalmaggiore è una società pallavolistica femminile italiana con sede a Casalmaggiore: milita nel campionato di Serie A2.

## Storia

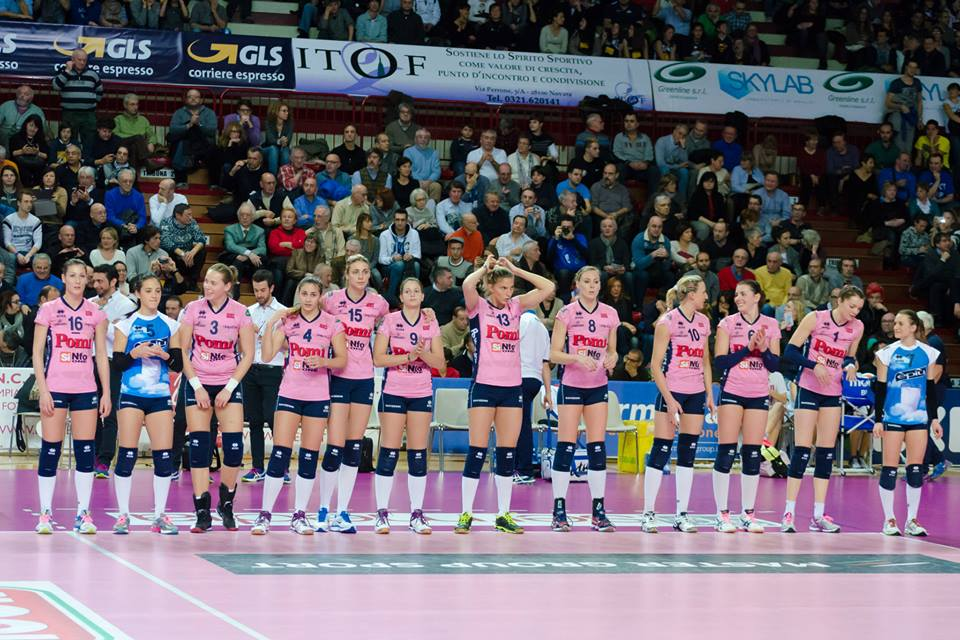
Le pallavoliste del Casalmaggiore campionesse d'Italia nella stagione 2014-15

La società è stata fondata nel 2008, dalla fusione della VBC Casalmaggiore e la Pallavolo Ostiano.
Nella stagione 2009-10 ha conquistato la prima promozione in Serie B1. Nella stagione successiva, conquista una nuova promozione, in Serie A2.
Al suo esordio nella serie cadetta sfiora subito la promozione nella massima serie, arrivando seconda in campionato e venendo sconfitta nella finale play-off dal Crema Volley.
Nella stagione seguente ancora lo stesso risultato: secondo posto in campionato e sconfitta in finale play-off, stavolta ad opera dell'Ornavasso.
All'inizio della stagione 2013-14 viene ammessa in Serie A1, grazie al posto liberato in massima serie dalla fusione tra Cuatto Volley Giaveno e Chieri Torino Volley Club e nella stagione successiva, dopo il secondo posto in regular season, vince lo scudetto battendo nella serie finale l'AGIL Volley, squadra che batterà anche nella Supercoppa italiana 2015. Grazie alla vittoria del campionato si qualifica per la prima volta ad una competizione europea, ossia la Champions League: la squadra lombarda si aggiudica il titolo di campione d'Europa battendo in finale il VakıfBank Spor Kulübü, accedendo al campionato mondiale per club 2016, competizione chiusa poi al secondo posto a seguito della sconfitta in finale contro l'Eczacıbaşı Spor Kulübü.
Al termine della stagione 2023-24 la società annuncia la decisione di rinunciare alla partecipazione al prossimo campionato e di proseguire nell'attività giovanile, cedendo il titolo sportivo alla Cuneo Granda. Nei mesi successivi acquista tuttavia il titolo di Serie A2 dalla rinunciataria FoCoL Legnano e si iscrive al campionato cadetto.

## Rosa 2024-2025
| N° | Nome                 | Ruolo | Data di nascita  | Nazionalità sportiva |
| -- | -------------------- | ----- | ---------------- | -------------------- |
| 1  | Sofia Nosella        | S     | 22 agosto 2006   | Italia               |
| 4  | Chiara Costagli      | S     | 17 luglio 1998   | Italia               |
| 5  | Martina Cantoni      | P     | 21 ottobre 2006  | Italia               |
| 7  | Melissa Marku        | C     | 18 agosto 2004   | Italia               |
| 9  | Lucrezia Perletti    | C     | 12 marzo 2005    | Italia               |
| 10 | Giulia Pincerato     | P     | 16 marzo 1987    | Italia               |
| 12 | Ivonee Montaño       | O     | 12 novembre 1995 | Colombia             |
| 13 | Alessandra Ribechi   | L     | 29 maggio 2006   | Italia               |
| 14 | Irene Bovolo         | S     | 15 luglio 2002   | Italia               |
| 15 | Giorgia Faraone      | L     | 6 luglio 1994    | Italia               |
| 16 | Francesca Dalla Rosa | S     | 4 maggio 1998    | Italia               |
| 18 | Betsy Nwokoye        | C     | 18 luglio 2005   | Italia               |

## Palmarès
- Campionato italiano: 1

2014-15
- Supercoppa italiana: 1

2015
- CEV Champions League: 1

2015-16